# Лопарев, Хрисанф Мефодиевич
Лопаре́в, Хриса́нф Мефо́дьевич (19 марта 1862—30 сентября 1918, Санкт-Петербург) — учёный в области византиноведения, древнерусской литературы, краевед. Член общества изучения Сибири и улучшения её быта при музее этнографии и антропологии Академии наук. С 29 декабря 1907 года — член-сотрудник Русского географического общества, с 1886 года — член Императорского Православного Палестинского Общества.
Х.М. Лопарев написал книгу об истории своего родного села Самарово, на пожертвования жителей которого он смог получить образование, и называл себя Chrysanthus Loparev Samarovensis.

## Биография
Родился в селе Самарово Тобольской губернии (ныне г. Ханты-Мансийск) в бедной крестьянской семье, где был двенадцатым ребёнком. 
Первоначальное образование получил в местном училище, где детей обучал слепой солдат. «Нас драли за все, за всякую мелочь», — вспоминал впоследствии Х. Ф. Лопарев. Мальчик был одним из лучших учеников, но не надеялся на продолжение образования из-за бедности семьи. С завистью он смотрел на купеческого сына, приезжавшего в село на каникулы и одетого в гимназическую форму.
В 1873 году, благодаря счастливому стечению обстоятельств, жизнь Лопарева круто изменилась. Через село Самарово проезжал путешествовавший по Сибири великий князь Алексей Александрович, и в память об этом событии крестьяне собрали 3 тысячи рублей с тем, чтобы на проценты с этого капитала один из местных крестьянских мальчиков мог воспитываться в гимназии Тобольска. Выбор пал на Хрисанфа Лопарева.
Лопарев сначала окончил в Тобольске народное училище (1874), затем  гимназию с серебряной медалью и получил право поступать в университет без экзаменов. В его аттестате зрелости отмечен «особый интерес к древним и новым языкам». От Тобольского общества вспомоществования Лопарев получил стипендию в 20 руб. в месяц для дальнейшего образования в Санкт-Петербургском университете на историко-филологическом факультете, куда он был зачислен в 1882 году. 
Студенческие годы (1882—1886) Лопарева протекали в крайней нужде, так как стипендия была ничтожной для жизни в столичном городе. Лопарев подрабатывал перепиской учёных трудов. 
Уже на первом курсе молодой человек определил основное направление своих научных исследований — его заинтересовала история отношений Византии и Руси.
По мнению Лопарева, Византия — «благодетельница», наделившая Россию «массой добра». «Византия взяла на руки варвара и воспитала его в своих понятиях в набожного христианина». На втором курсе его студенческая работа получила серебряную медаль. Как отметил академик Васильевский В. Г., ставший наставником молодого студента: «Сочинение обнаружило готовность автора к серьёзным и самостоятельным занятиям». После окончания университета научная деятельность Лопарева определялись тремя направлениями: история византийско-русских отношений, древнерусская литература и краеведение, «сибирские изыскания».
В 1883 г. за работу «Хронографическое обозрение царствования Василия I Македонянина по источникам»  Лопарев был удостоен серебряной медали.
При посредничестве Васильевского Лопареву была присвоена  стипендия Императорского Православного Палестинского общества для работы в библиотеках и архивах Москвы, Казани и Ростова с целью подготовить к изданию древнерусскую паломническую литературу. 
С 1887 г. Лопарев  сотрудничал с Обществом любителей древней письменности, занимался описанием рукописей музея и личной коллекции рукописей председателя общества графа С. Д. Шереметева. 
Служба Х. М. Лопарева  началась в 1889 году в Министерстве народного просвещения, где он проработал до 1891 года.
С 1891-го по 1894 год он трудился на должности секретаря в Странноприимном доме графа Шереметева,  председателя Археографической комиссии и Общества любителей древней письменности. 
С 1894-го по 1896 год работал чиновником по особым поручениям в Госконтроле.
Затем Хрисанф Мефодиевич перешёл на работу в Императорскую Публичную библиотеку Санкт-Петербурга, в которой он трудился 20 лет.  До 1909 года он был младшим помощником библиотекаря в отделе полиграфии, затем в отделе богословия, с 1904 г. – в отделе рукописей. С 1909 по 1912 год он работал там же старшим помощником библиотекаря, в 1912 году был назначен библиотекарем в отделе рукописей, а также в отделе инкунабул, альдов и эльзевиров.
Живя в столице, Лопарев был тесно связан с родным Сибирским краем — часто приезжал в Тобольск, Самарово, вел большую переписку. Написал книгу «Самарово. Село Тобольской губернии и округа. Хроника, воспоминания и материалы о его прошлом», выдержавшую два издания (1892, 1896 гг.) и до сих пор остающуюся образцом краеведческого исследования. В этой книге он, приводя текст краткой Сибирской (Кунгурской) летописи, указал на дату основания (первого упоминания) села Самарово: 20 мая 1582 г. С 2007 г. эта дата стала считаться официальной датой основания города Ханты-Мансийска, вместо 1637 г.  Книга была переиздана репринтным изданием в 1997 году Управлением культуры администрации Ханты-Мансийского автономного округа и Управлением культуры г. Ханты-Мансийска с предисловием академика Г.И. Бардина. В 2020 году вышло второе репринтное издание книги.
С 29 декабря 1907 Лопарев являлся членом-сотрудником Русского географического общества. Являлся членом общества изучения Сибири и улучшения ее быта при музее этнографии и антропологии Академии наук. 
В 1910-е годы на сбереженные им семь тысяч рублей учредил в Тобольской гимназии стипендию своего имени. Более десяти лет  Хрисанф Мефодиевич являлся действительным членом Тобольского губернского музея. Состоял в обществе вспомоществования бедным студентам Тобольской губернии,  которое  материально поддерживало его в его собственные студенческие годы.
В 1916 году уволился из Публичной библиотеки по состоянию здоровья.
В августе 1917 года племянник Пётр Лопарев звал Хрисанфа Мефодиевича вернуться в Самарово, где бы он мог спокойно прожить остаток дней, однако на это предложение учёный не откликнулся.
Лопарев скончался в революционном Петрограде от голода.

## Вклад в науку и краеведение
Как отмечали современники, он обладал способностью выбрать в документальном источнике самое ценное и значимое для исследования, а это — показатель высокого профессионализма. Ученый открыл для науки множество новых списков рукописей, а европейскую известность Лопареву принесло сенсационное открытие 1892 г. — обнаружение поэтического «Слова о погибели Русской Земли», датируемого XIII веком. Ученые ставят это произведение в один ряд со «Словом о полку Игореве». 
С 1897 года Лопарев — член  Общества любителей древней письменности. Напечатал в изданиях общества  несколько найденных им памятников древней русской литературы, из которых особенно важны: «Слово о погибели русской земли» и «Отразительное писание против самоубийственных смертей». Издал «Хождения» Позднякова, Коробейникова и Антония Новгородского («Пр. Пал. Сборник», XVIII, XXVII, LI, 1887—1899). 
С научной целью он совершил командировки в Константинополь, Геную, Рим, Флоренцию, посетил Афон.
В 1906 г. Лопарева включили в Комиссию при Синоде по исправлению церковных книг. 
С 1907 по 1912 год Лопарев являлся членом Археографической комиссии.
В 1915 году защитил в Юрьевском университете магистерскую диссертацию «Греческие жития святых VIII—IX вв. как исторический источник».
За время службы был награждён пятью орденами, дослужился до чина статского советника. По воспоминаниям современников, Х. М. Лопарев был энергичной, увлекающейся натурой, «идеалистом в жизни». Его не интересовала политика, общественная жизнь, светские развлечения. Ради научных трудов он забывал о жилье, одежде, пище. До конца своей жизни Х. М. Лопарев не утратил глубоких внутренних связей с родными местами. Он постоянно собирал материалы по истории Тобольского края. Родному Самарову посвятил обширное исследование, включавшее описание местной природы, топографию села, его историческую хронику, родословные жителей и их занятий, словарь языка и говора Самарова.
Отношение земляков к видному учёному выразил М.Н. Кузнецов в письме  Хрисанфу Мефодиевичу от 16 августа 1891 года: «Отсутствие гордости вообще, усвоенной людьми высшего круга к низшему, вроде презрения, резко выделяет Вас из среды тех людей, кои перешли прихотью судьбы из мрака в свет. Вы же как были на родине добры сердцем и вообще кротостью по природе, так и вдали, в цивилизованном мире не изменили своего благородного образа внутренней жизни».

## Награды
За время службы Хрисанф Лопарев был награждён орденами: 
Владимира 4-й степени, Анны 2-й и 3-й степени, Станислава 2-й и 3-й степени.  
В 1915 году за добросовестную службу был удостоен перстня с вензелевым изображением Высочайшего Имени, украшенного бриллиантами.

## Сочинения
К 30 годам Лопарев — автор и публикатор более 100 капитальных научных трудов.